# هاينريش فرانكل
هاينريش فرانكل (بالإنجليزية: Heinrich Fraenkel)‏ (و. 1897 – 1986 م) هو كاتب سيناريو، وكاتب، وكاتب سير من المملكة المتحدة، وألمانيا، توفي في لندن، عن عمر يناهز 89 عاماً.

## جوائز
حصل على جوائز منها:
- نيشان استحقاق صليب الضباط لجمهورية ألمانيا الاتحادية (1967)
- نيشان استحقاق صليب الضباط لجمهورية ألمانيا الاتحادية

## وصلات خارجية
- هاينريش فرانكل على موقع IMDb (الإنجليزية)
- هاينريش فرانكل على موقع مونزينجر (الألمانية)
- هاينريش فرانكل على موقع أول موفي (الإنجليزية)
- هاينريش فرانكل على موقع قاعدة بيانات الفيلم (الإنجليزية)
- هاينريش فرانكل على موقع كينوبويسك (الروسية)